# برنارد إس. ماير
برنارد إس. ماير (بالإنجليزية: Bernard S. Meyer)‏ هو محامي وقاضي أمريكي، ولد في 7 يونيو 1916، وتوفي في 3 سبتمبر 2005.